# Microcos floribunda
Microcos floribunda är en malvaväxtart som först beskrevs av Maxwell Tylden Masters, och fick sitt nu gällande namn av Karl Ewald Maximilian Burret. Microcos floribunda ingår i släktet Microcos och familjen malvaväxter. Inga underarter finns listade i Catalogue of Life.